# جوليا بيل (كاتبة)
جوليا بيل (بالإنجليزية: Julia Bell)‏ (1971، برستل في المملكة المتحدة)؛ روائية بريطانية.